# Chrysophyllum manabiense
Chrysophyllum manabiense – gatunek drzew należących do rodziny sączyńcowatych. Występuje w Ameryce Południowej, na terenie Ekwadoru.